# Радиотелевизионная мачта (Балашов)
Телевизионная вышка в Балашове — самое высокое строение в округе. Её высота 350 метров. Построена телевышка в сентябре 1971 года. Она находится в 8-ми километрах к северо-западу от Балашова и в 2-х километрах от поселка Пинеровка. Её можно увидеть, находясь в любой точке поселка. Выбор места для телевышки не случаен. Учитывается расстояние, с которого она может принять и на которое может передать сигнал. Зона уверенного радиосигнала — 150 километров в радиусе.
Потенциальная аудитория — 250 тысяч телезрителей — население Балашовского, Романовского, Аркадакского, Турковского, Самойловского районов Саратовской области и прилегающих к Балашовскому районов Воронежской, Волгоградской и Тамбовской областей.
Для подачи программ в РТПС используется радиорелейная линия Вязовка — Пинеровка общей протяженностью 246,3 км.

## Радиостанции

### Средние волны (СВ)
Частоты указаны в КГц
- 1197 Радио России / ГТРК Саратов (5 кВт, 60 м) (вещание прекращено)
- 1278 Юность (5 кВт, 60 м) (вещание прекращено)

### Ультракороткие волны
Частоты указаны в МГц

#### УКВ-1
- 70,16 Радио России / ГТРК Саратов (4 кВт, 234,5, 9,9 дБ) (вещание прекращено)
- 72,05 Маяк (4 кВт, 234,5 м, 9,9 дБ) (вещание прекращено с 14 марта 2013)

#### FM (УКВ-2)
- 99,4 Юмор FM (1 кВт, 145 м, 7,1 дБ) (вещание перенесено в Балашов, ул. Яблочкова, 10)
- 102,0 Радио Шансон (1 кВт, 75 м, 6 дБ) (вещание перенесено в Балашов, ул. Яблочкова, 10)
- 103,8 был план Радио Ваня (1 кВт, 296 м) (нет вещания)
- 98,7 МГц Радио России (1 кВт)

## Телевидение
- 4 НТВ (1 кВт, 265 м) - (нет вещания)
- 8 Первый канал (25 кВт, 281 м) - (нет вещания)
- 10 Россия 1 / ГТРК Саратов (25 кВт, 315 м) - (нет вещания)
- 23 молчит Саратов 24 (1 кВт, 333 м) - (нет вещания)
- 25 РТРС-1 (503.25 МГц)  цифровой формат DVB-T2 (2 кВт, 336 м)
- 30 ТВ Центр (1 кВт, 333 м) - (нет вещания)
- 43 5 канал (100 Вт, 333 м) - (нет вещания)
- 52 РТРС-2 (719.25 МГц)  цифровой формат DVB-T2   (2 кВт, 336 м)